# De Grasse (Schiff, 1956)
Die De Grasse war ein französischer Leichter Kreuzer, der 1940, noch auf Stapel liegend, von der Wehrmacht erbeutet wurde und als deutscher Flugzeugträger fertiggestellt werden sollte. Sie war nach dem französischen Admiral Comte de Grasse benannt.

## Geschichte
Die De Grasse wurde am 28. August 1939 in Lorient auf Stapel gelegt. Nach dem Einmarsch der deutschen Truppen während des Frankreichfeldzuges in Lorient im Juni 1940 wurde der Schiffsrumpf als deutsche Kriegsbeute beschlagnahmt. 
1942 wurden in der Kriegsmarine Überlegungen angestellt, wie man schnell an Flugzeugträger kommen könnte. Da ein brauchbarer halbfertiger Neubau schneller zu einem Träger fertiggestellt werden konnte als ein völliger Neubau, wurden entsprechende Neubauten gesucht und auch die De Grasse wurde in die Planung aufgenommen. Entsprechende Baupläne wurden erstellt und am 3. Dezember 1942 wurde der Befehl zum Umbau als Flugzeugträger erteilt. Jedoch schon weniger als zwei Monate später, mit Hitlers Befehl vom 26. Januar 1943, alle Großschiffbauten einzustellen, wurden Anfang Februar 1943 auch die kaum angelaufenen Baumaßnahmen an der De Grasse beendet.
Aufgrund ihrer verhältnismäßig geringen Größe hätte die De Grasse nur 23 Flugzeuge tragen können und wäre also ein Leichter Flugzeugträger geworden.
Im Mai 1945 endete die deutsche Besetzung von Lorient und die Franzosen begannen den Weiterbau des Schiffes als Kreuzer. Am 11. September 1946 lief die De Grasse vom Stapel. Auf Grund von Mangel an Geld und moderner Technik konnte das Schiff erst am 3. September 1956 als Fla-Kreuzer in Dienst gestellt werden. Die De Grasse wurde 1974 außer Dienst gestellt und 1976 verschrottet.